# Bukit Tinggi (Dolok)
Bukit Tinggi is een bestuurslaag in het regentschap Padang Lawas Utara van de provincie Noord-Sumatra, Indonesië. Bukit Tinggi telt 69 inwoners (volkstelling 2010).